# Vărbilău, Prahova
Vărbilău este satul de reședință al comunei cu același nume din județul Prahova, Muntenia, România.